# Oechalia virgula
Oechalia virgula är en insektsart som beskrevs av Van Duzee 1936. Oechalia virgula ingår i släktet Oechalia och familjen bärfisar. Inga underarter finns listade i Catalogue of Life.